# Саличе Салентино
Са̀личе Салентѝно (на италиански: Salice Salentino) е градче и община в Южна Италия, провинция Лече, регион Пулия. Разположено е на 49 m надморска височина. Населението на общината е 8708 души (към 2011 г.).